# Anselmo Ralph

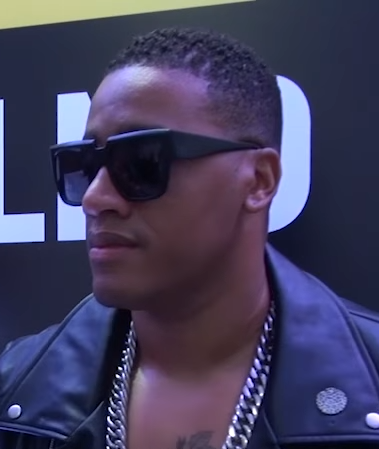
Anselmo Ralph bei einem Interview in Brasilien, 2017.

Anselmo Ralph, eigentlich Anselmo Ralph Lamb Andrade Cordeiro da Mota (* 12. März 1981 in Luanda, Angola) ist ein angolanischer Popsänger, der vornehmlich als R&B-Sänger, Soul- und Kizomba-Musiker in Angola, Portugal und anderen lusophonen Ländern große Erfolge feiert und als einer der bedeutendsten Sänger der Gegenwart in Angola gilt.

## Leben und Wirken
Anselmo Ralph wurde als Sohn des angolanischen Diplomaten Leal Lamb und von Bernadeth Andrade geboren, er hat mehrere Brüder. Sein Abitur machte er an einem Gymnasium in Angola. Seit seiner Kindheit leidet er an der seltenen Autoimmunerkrankung Myasthenia gravis, die ihn zwingt, überall eine Sonnenbrille zu tragen, die zu seinem Markenzeichen geworden ist. Sein Vater war in verschiedenen diplomatischen Stationen unterwegs und so kam es, dass auch Anselmo und seine Familie viel reisen mussten. So lebte er ab seinem fünften Lebensjahr in Portugal, dann später als Jugendlicher in Spanien, es folgten Stationen in Südafrika, Belgien und dem ehemaligen Jugoslawien. Zeitweise war sein Vater auch der offizielle Botschafter der Republik Angola in den USA. Als er neun Jahre alt war, ließen sich seine Eltern scheiden und er zog zum Vater in die USA. In New York studierte Ralph am Manhattan Community College Buchhaltung und finanzierte sich das Studium unter anderem mit Jobs bei McDonald’s, da er nicht von seinem Vater abhängig sein wollte. Das Studium beendete er wegen seiner Musikkarriere jedoch nicht.
Seit seinem Aufenthalt in Madrid als Jugendlicher kam ihm die Idee, Musiker zu werden. Der als Kind und Jugendlicher als scheu und schüchtern geltende Junge veröffentlichte in Angola- erfolglos und unbedeutend- 1997 eine CD mit einigen Songs, die als damaliger Versuch gewertet werden konnten, ihn ins Musikgeschäft zu hieven, was allerdings nicht gelang, da die CD ein Ladenhüter wurde. Ein Neustart als Musiker gelang ihm ab 2007, als sein erstes Programm-Album Historia de Amor erschien, dass ihm seitdem zu einem etablierten Künstler in Angola, Afrika und den lusophonen Ländern machte. Seitdem ging es steil bergauf mit seiner Karriere: Für das Album Best Of erhielt er eine Goldene Schallplatte, seine Alben landen regelmäßig unter den Top Ten der portugiesischen Albencharts, oft sogar auf Platz eins, er ist für Angola ein bedeutender Werbeträger so für die Marken Coca-Cola, Samsung und die angolanische Telefongesellschaft Unitel.
In Portugal und den lusophonen Ländern Afrikas mutierte er binnen weniger Jahre zu einem beliebten und führenden Popsänger. In Angola gilt er als einer der größten Popsänger der Gegenwart. Einen Erfolg mit seiner Musik konnte er sogar in der Schweiz verzeichnen, wo er durch viele portugiesische und lusophone Einwanderer auch manchem Schweizer ein Begriff wurde. Er gilt als einer der Top-Ten-Sänger Afrikas, dort belegt er den achten Platz in der offiziellen Statistik der erfolgreichsten Sänger des Kontinents. Seit 2012 steht er zudem bei Sony Music International unter Vertrag. Sein bedeutendstes Lied ist Não me toca, dass ihm bei YouTube bisher mehr als 60 Millionen Klicks weltweit eingebracht hat. Er singt in Portugiesischer Sprache. Weitere bekannte Songs sind: Unica Mulher, Aplausos para ti, Se fosse Eu, Curtiçao, Esta dificil, Sem ti. Die Hauptthemen seiner Songs sind Liebe, Verrat, Romantik. 2006 war er für den MTV Europe Music Awards für den Kontinent Afrika nominiert, den er aber nicht gewann.
Duette sang er unter anderem mit Katia Guerreiro und David Carreira.
Er ist mit seiner Frau Madlice Cordeiro verheiratet und hat zwei Kinder, Alicia und Jason.

## Diskografie

### Alben
| Jahr | Titel                        | Höchstplatzierung, Gesamtwochen, AuszeichnungChartsChartplatzierungen (Jahr, Titel, Platzierungen, Wochen, Auszeichnungen, Anmerkungen) | Anmerkungen |
| Jahr | Titel                        | PT | Anmerkungen |
| ---- | ---------------------------- | --- | ----------- |
| 2012 | Best Of Anselmo Ralph – Live | PT5 Platin · (60 Wo.)PT |             |
| 2013 | A dor do cupido              | PT1 (67 Wo.)PT |             |
| 2014 | O melhor de                  | PT2 (90 Wo.)PT |             |
| 2016 | Amor é cego                  | PT1 (31 Wo.)PT |             |
| 2020 | Momentos                     | PT6 (2 Wo.)PT |             |

### Singles (Auswahl)
- 2012: Não me toca (PT: Platin)[3]